# On Your Own
«On Your Own» —en español: «Por tu cuenta»— es una canción de la banda inglesa de rock Blur. Fue lanzado como sencillo el 16 de junio de 1997 a partir del quinto álbum de estudio de la banda, "Blur" (1997). Se ubicó en el número cinco en el UK Singles Chart. 
Aunque no fue lanzado exclusivamente bajo el nombre, Damon Albarn, líder de ambos proyectos musicales, desde entonces se ha referido a la canción como 'una de las primeras melodías de Gorillaz.

## Video musical
El videoclip de "On Your Own" fue dirigido por Sophie Muller y grabado en Barcelona, en lo que entonces era un polígono industrial, por la Torre del Agua de Besos.

## Lados B
Las caras B se grabaron en el estudio casero de John Peel: Peel Acres. Anteriormente se transmitieron en BBC Radio 1 el 8 de mayo de 1997. También se transmitió una entrevista extensa, pero actualmente no está disponible comercialmente. Copias pegadas de CD1 y el vinilo blanco de 7 pulgadas presenta el texto "incluye POPSCENE". Esto se debe a que "Popscene" no apareció en la versión británica de Modern Life Is Rubbish y, por lo tanto, era raro y buscado por los fans hasta su inclusión en Midlife : A Beginner's Guide to Blur. La versión que aparece aquí se fusiona con "Song 2". Todas las Peel Sessions de Blur se lanzaron más tarde en el segundo disco de la compilación exclusiva de Japón Bustin' + Dronin', un álbum que presenta tres versiones de "On Your Own".

## Lista de canciones
Toda la música fue compuesta por Damon Albarn, Graham Coxon, Alex James y Dave Rowntree. Todas las letras fueron escritas por Albarn.
| CD 1 (Reino Unido) 1. "On Your Own" 2. "Popscene" (live at Peel) 3. "Song 2" (live at Peel Acres) 4. "On Your Own" (live at Peel Acres) CD 2 (Reino Unido) 1. "On Your Own" 2. "Chinese Bombs" (live at Peel Acres) 3. "Movin' On" (live at Peel Acres) 4. "M.O.R." (live at Peel Acres) | 7" (Reino Unido) A1. "On Your Own" B1. "Popscene" (live at Peel Acres) B2. "Song 2" (live at Peel Acres) CD (Australia) ("On Your Own" / "Popscene") 1. "On Your Own" – 4:27 2. "Popscene" – 3:14 3. "Death of a Party" (Well Blurred remix)(remixed by Adrian Sherwood) 4. "Death of a Party" (Billy Whisker's mix) (remixed by William Orbit) |

## Personal
- Damon Albarn – voz, sintetizadores, guitarra acústica
- Graham Coxon – guitarra eléctrica, coros
- Alex James – bajo
- Dave Rowntree – batería, drum machine

## Listas

### Listas semanales
| Lista (1997–1998)                      | Posición |
| -------------------------------------- | -------- |
| Australia (ARIA) con "Popscene"        | 69       |
| Europe (Eurochart Hot 100)             | 33       |
| Iceland (Íslenski Listinn Topp 40)     | 20       |
| Irlanda (IRMA)                         | 27       |
| Escocia (Scottish Singles Sales Chart) | 5        |
| Reino Unido (UK Singles Chart)         | 5        |

### Listas de fin de año
| Lista (1997)     | Posición |
| ---------------- | -------- |
| UK Singles (OCC) | 175      |

## En la cultura popular
La canción se utiliza en la película "La playa" (2000) y aparece en la banda sonora de la película.